# Narella bowersi
Narella bowersi is een zachte koraalsoort uit de familie Primnoidae. De koraalsoort komt uit het geslacht Narella. Narella bowersi werd in 1908 voor het eerst wetenschappelijk beschreven door Nutting. 